# Distretto di Eger
Il distretto di Eger (in ungherese Egri járás) è un distretto dell'Ungheria, situato nella provincia di Heves.